# Hausmutter

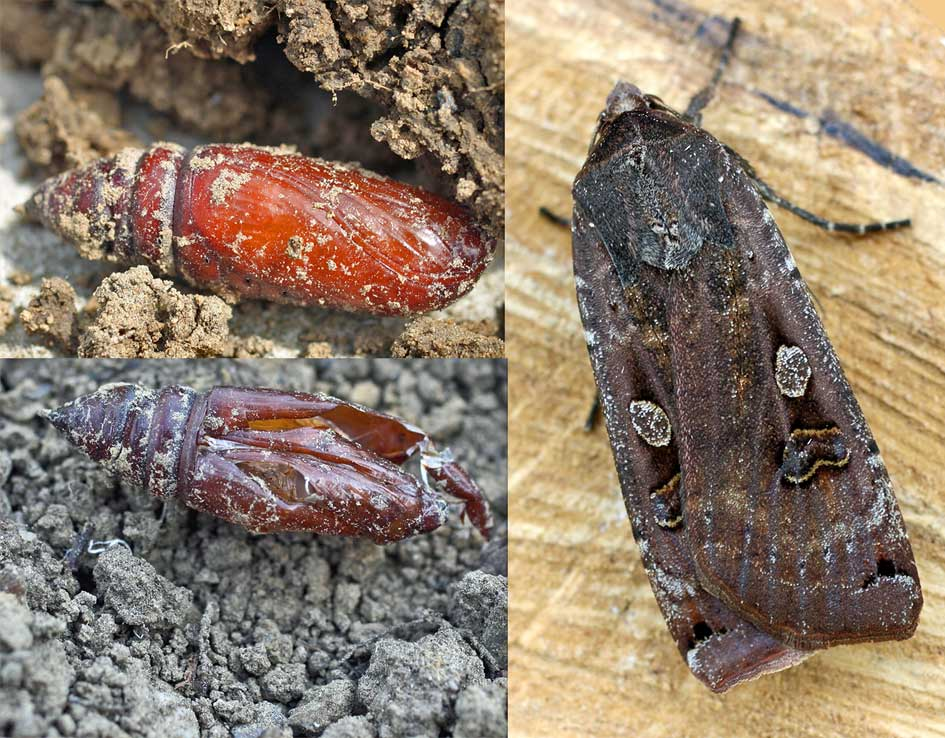
Frisch geschlüpftes Männchen und Puppe

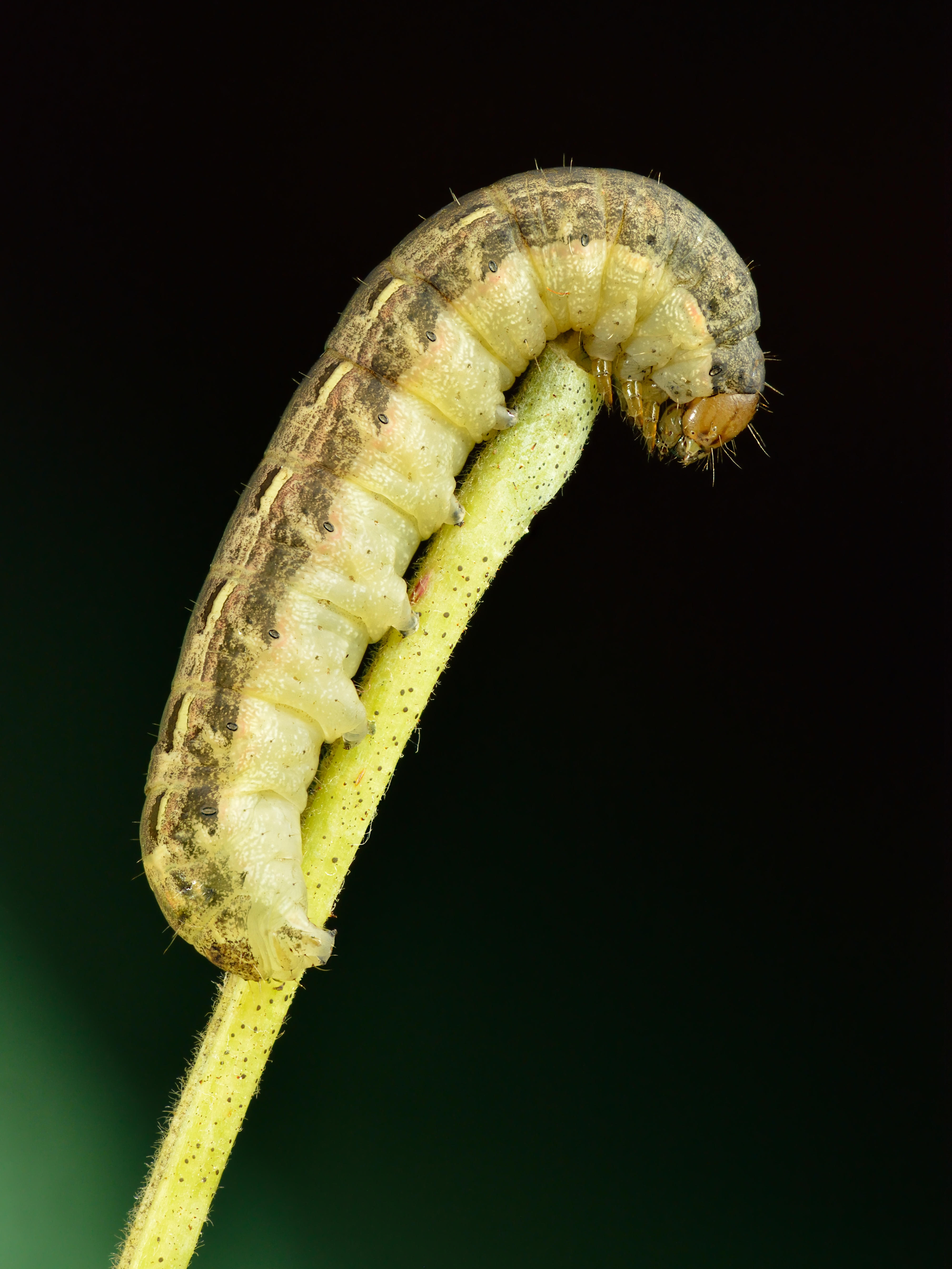
Raupe

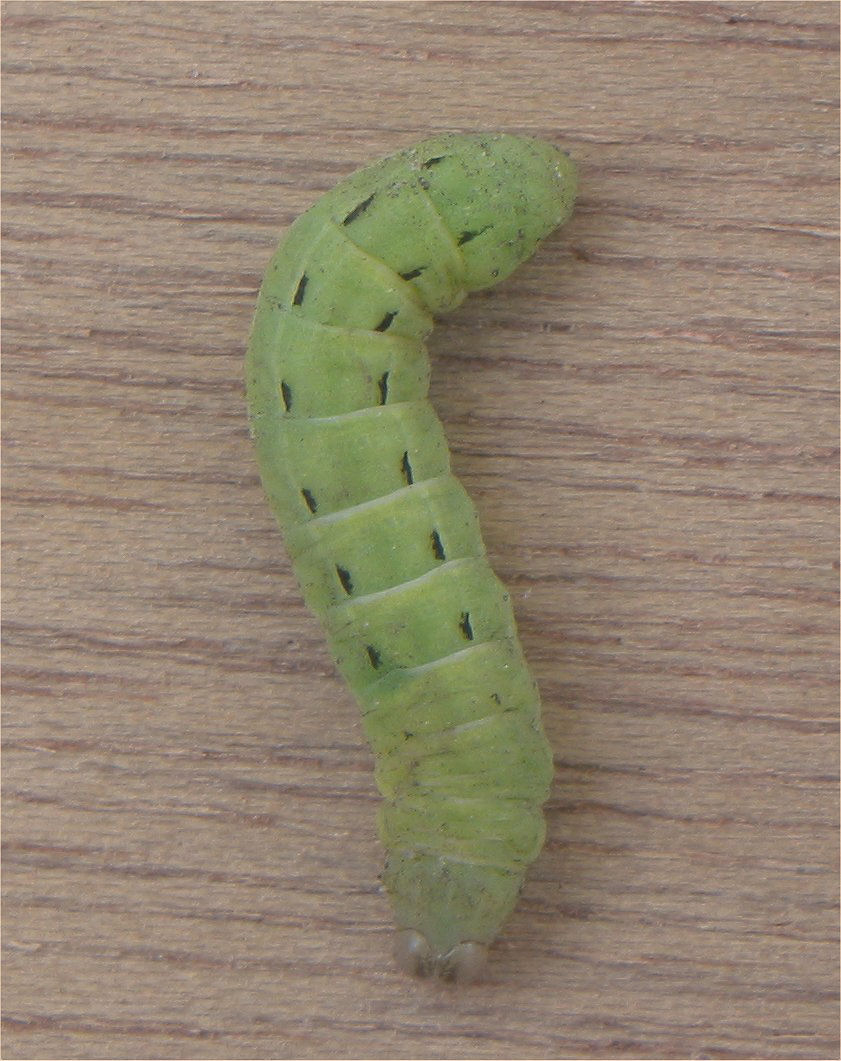
Grüne Raupe

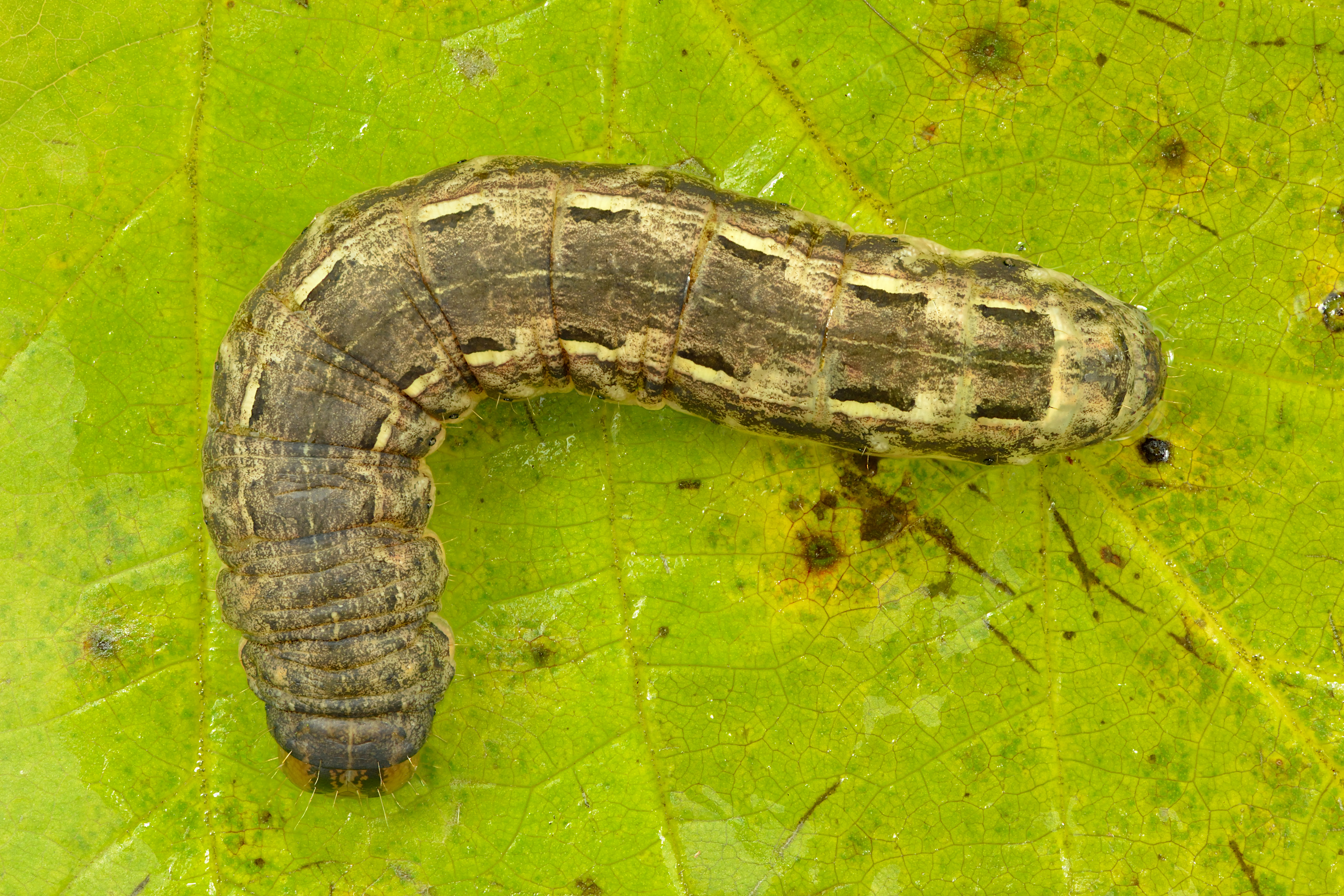
Braune Raupe

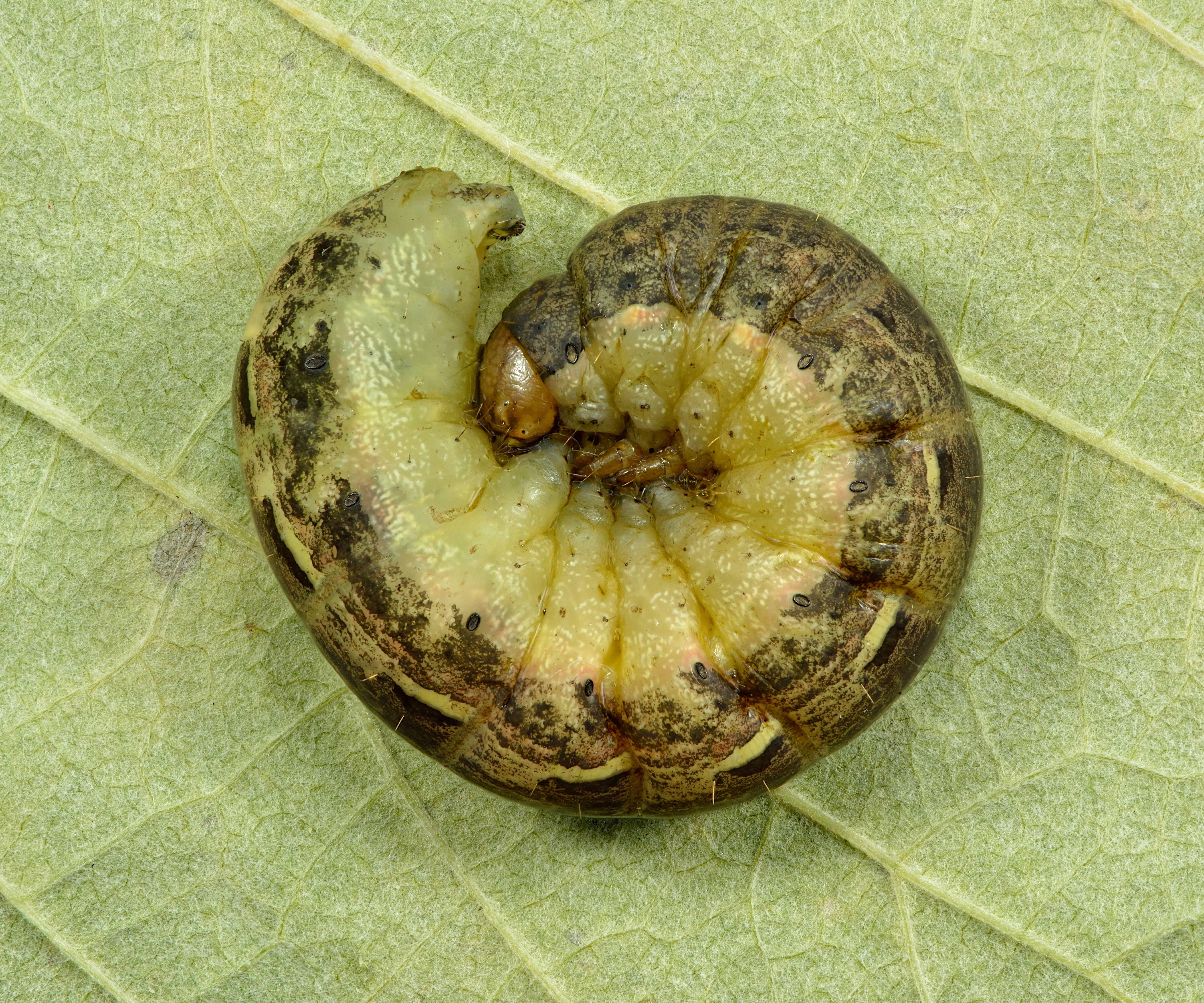
Raupe in einer Schutzposition

Die Hausmutter (Noctua pronuba) ist ein Schmetterling aus der Familie der Eulenfalter (Noctuidae). In der Nacht dringt sie oft in Häuser ein, um tagsüber darin zu ruhen. Deshalb bekam sie auch den Namen Hausmutter.

## Merkmale
Die Flügelspannweite der Falter beträgt 50 bis 60 Millimeter. Die Flügelfarbe der Vorderflügel variiert von hellbraun über gelbgrün bis zu dunkelbraun und fast schwarz. Auch in der Kontrastierung ist eine große Variation zu beobachten, von fast einfarbig bis hell/dunkel gefleckt. Die Makel sind meist zu erkennen; mit einem hellen Ringmakel und einem dunklen Nierenmakel. Die Weibchen haben im Durchschnitt etwas hellere Flügel als die Männchen, die meist etwas bunter und deutlicher gezeichnet sind. Am Ende der Wellenlinie am Kostalrand ist ein länglicher, scharf begrenzter, schwarzer Fleck ausgebildet, der allerdings bei manchen Exemplaren auch in zwei bis drei kleinere Flecke aufgelöst sein kann. Die Vorderflügel sind verhältnismäßig schmal. Der Halskragen ist im Allgemeinen heller gefärbt als der Thorax. Die Hinterflügel sind gelb mit schwarzer Binde. Der schwarze Diskalfleck fehlt bei den meisten Formen.
Nach Steiner & Ebert (1998) gibt es (zumindest in Baden-Württemberg) drei Phänotypen mit jeweils unterschiedlichen Männchen und Weibchen. Der Phänotyp I weist nahezu einfarbig dunkelbraune Männchen und rotbraune Weibchen auf, der Phänotyp II ergibt gelbbraune Männchen mit intensiven dunkelbraunen Zeichnungen und einfarbig gelbbraunen Weibchen. Beim Phänotyp III sind die Weibchen nahezu einfarbig grau, die Männchen grau mit starker dunkelbrauner Zeichnung.
Bergmann stellte eine Abhängigkeit der Vorderflügelfarbe von Temperatur und Feuchtigkeit während der Puppenentwicklung fest. So ergaben niedrige Temperaturen (10 bis 15 °C) und trockene Bedingungen blass weißlichgraue Vorderflügel mit deutlicher grauer Zeichnung (Querlinien und Binden) sowie einen grau gefärbten Leib. Männchen und Weibchen waren kaum verschieden gefärbt. Niedrige Temperaturen und feuchte Bedingungen resultierten in männlichen Faltern mit bläulich grauen Vorderflügel mit grauvioletter verwischter Zeichnung. Die Weibchen waren mehr violettgrau und weniger kontrastreich. Puppen, deren Entwicklung bei hohen Temperaturen (26 bis 30 °C) und Trockenheit erfolgte, ergaben männliche Falter mit grauockergelben Vorderflügeln und deutlicher Zeichnung. Die Weibchen waren hell gelbbraun bis bräunlich rot mit wenig deutlicher Zeichnung. Hohe Temperatur und Feuchtigkeit ergaben gräulich hellrote bis gräulich violette männliche Falter mit starker dunkelbrauner Sprenkelung und undeutlicher Zeichnung, der Leib war dunkelbraun überstäubt. Die weiblichen Falter waren dunkelbraun bis rotbraun ohne Zeichnung bis auf die Makel. Bergmann betont, dass ein geringer Prozentsatz der Puppen nicht in dieses Farb- und Zeichnungsschema in Abhängigkeit von Temperatur und Feuchtigkeit passen, sondern dafür auch erbliche Faktoren verantwortlich sein müssen. 
Das annähernd kugelförmige Ei ist zur Basis hin leicht abgeflacht. Es misst 0,45 Millimeter in der Höhe und 0,5 Millimeter im Durchmesser. Es ist in der unteren Hälfte rötlich gelb, in der oberen Hälfte eher graugelb. Die Oberfläche ist in der unteren Hälfte glatt, in der oberen Hälfte zum Pol hin schwach gerippt. Von der Mikropylregion gehen 39 bis 43, leicht erhabene Längsrippen aus. Sie werden von sehr schwachen Querrippchen gekreuzt.
Die Raupen erreichen bis 50 Millimeter Länge. Die jüngeren Larvenstadien sind eher grünlich, die älteren Raupen eher bräunlich. Die Rückenlinie ist schmal und gelblich, auch die Nebenrückenlinien sind gelblich gefärbt. Sie tragen auf jedem Abdominalsegment einen schwarzen Längsbalken.
Die Puppe ist rotbraun und weist einen kurzen Kremaster auf, der mit zwei Dornen bewehrt ist.

### Ähnliche Arten
Die Hausmutter (Noctua pronuba)  Linnaeus, 1758 und Noctua interposita (Hübner, 1790) besitzen am Ende der Wellenlinie am Kostalrand einen schwarzen Fleck, der bei der Breitflügeligen Bandeule (Noctua comes) fehlt oder nur schwach, hell- bis dunkelbraun ausgebildet ist. Auf den Hinterflügeln haben N. comes, N. interposita und N. orbona deutliche Diskalflecke; diese fehlen bei den allermeisten Formen von N. pronuba.

## Geographische Verbreitung und Lebensraum
Die Art ist im gesamten Europa einschließlich Island verbreitet. Die Verbreitungsgrenze reicht bis Mittelfennoskandien im Norden und Nordafrika im Süden (Kanarischen Inseln bis Ägypten). Das Verbreitungsgebiet erstreckt sich vom Nahen Osten weiter bis nach Afghanistan, Nordwestindien und nach Sibirien. Die Art wurde in Nordamerika eingeschleppt. Erste Nachweise stammen von 1979 aus Nova Scotia (Kanada) und von 1984 aus Neufundland. Seither befindet sie sich dort in rascher Ausbreitung. Inzwischen ist die Art in allen kanadischen Provinzen nachgewiesen, in den USA ist sie sicher in Maine, Louisiana, Maryland und Kalifornien nachgewiesen. Noch nicht publizierte Nachweise in Ohio in Bugguide lassen vermuten, dass sich die Art in den USA schon wesentlich weiter ausgebreitet hat.

## Lebensweise
Die überwiegend nachtaktiven Falter fliegen in Mitteleuropa von Juni bis Oktober, einzelne Falter sogar bis in den November hinein in einer Generation. In Nordafrika beginnt die Flugzeit der Falter bereits im März. Sie fliegen künstliche Lichtquellen an, besuchen Blüten und kommen auch an den Köder. Gelegentlich fliegen sie aber auch am Tag und können beim Blütenbesuch beobachtet werden. Sie legen im Sommer (etwa Ende Juli/Anfang August) eine längere Ruhepause ein. Ein besonderes Merkmal unterscheidet die Hausmutter von anderen Nachtfaltern. Sie kann ohne Aufwärmung der Flügel durch schnelles Vibrieren abfliegen. Die Falter wandern oft über größere Strecken. Die Geschlechtsreife der Falter wird durch die Tageslänge bestimmt. Obwohl die Falter bereits Ende Juni schlüpfen, reifen die Geschlechtsdrüsen erst bei kürzeren Tageslängen (kürzer als 15 Stunden) heran. Vermutlich spielen auch klimatische Faktoren hinein, denn im Gebirge setzt die Ovarienreife der Weibchen etwa eine Woche später ein. Danach erfolgen Paarung und Eiablage innerhalb von drei bis vier Wochen. Einzelne Weibchen, die in Mitteleuropa im Juni mit bereits reifen Ovarien gefunden wurden, werden als Zuwanderer aus dem Mittelmeergebiet interpretiert. Die Eiablage kann sich über mehrere Monate hinziehen. Ein Gelege kann aus mehreren Hundert Eiern bestehen. Insgesamt legt ein Weibchen 2000 bis 3000 Eier ab, in der Zucht wurden Weibchen beobachtet, die bis über 4000 Eier ablegten. Meist werden die Gelege in einiger Höhe über dem Erdboden abgelegt. Die Gelege werden an Zweigen, aber auch künstlichen Objekten wie Spanndrähten befestigt, aber auch in sogenannten Eispiegeln. Die Raupen sind im Allgemeinen ab September bis Mai des darauf folgenden Jahres zu finden. Die Eiräupchen verzehren nach dem Schlupf zuerst die Eihüllen und seilen sich dann vom Gelege ab. Dabei können sie, am Abseilfaden hängend, leicht vom Wind verdriftet werden. Die Eiräupchen sind noch ausschließlich tagaktiv, die Raupen im zweiten Larvalstadium sind überwiegend tagaktiv. Erst ab dem dritten Larvalstadium werden die Raupen nachtaktiv; tagsüber verstecken sie sich am Boden. Sie ernähren sich von vielen verschiedenen krautigen Pflanzen und Holzgewächsen. Steiner und Ebert nennen:
- Wiesen-Schwingel (Festuca pratensis)
- Gewöhnliches Knäuelgras (Dactylis glomerata)
- Rohr-Pfeifengras (Molinia arundinacea)
- Zweizeilige Gerste (Hordeum distichon)
- Geschlängelte Schmiele (Deschampsia flexuosa )
- Sal-Weide (Salix caprea)
- Weiden (Salix spec.)
- Große Brennnessel (Urtica dioica)
- Krauser Ampfer (Rumex crispus)
- Wiesen-Sauerampfer (Rumex acetosa)
- Große Sternmiere (Stellaria holostea)
- Berberis thunbergii
- Gemüse-Kohl (Brassica oleracea)
- Raps (Brassica napus)
- Kohlarten (Brassica spec.)
- Brombeeren (Rubus fruticosus agg.)
- Kriechendes Fingerkraut (Potentilla reptans)
- Schlehdorn (Prunus spinosa)
- Besenginster (Sarothamnus scoparius)
- Färber-Ginster (Genista tinctoria)
- Gewöhnlicher Hornklee (Lotus corniculatus)
- Wiesen-Platterbse (Lathyrus pratensis)
- Besenheide (Calluna vulgaris)
- Primeln (Primula spec.)(Friedhofspflanze)
- Wiesen-Labkraut (Galium mollugo agg.)
- Labkraut (Galium spec.)
- Windblumen-Königskerze (Verbascum phlomoides)
- Königskerzen (Verbascum spec.)
- Spitz-Wegerich (Plantago lanceolata) -
- Berg-Flockenblume (Centaurea montana), (Gartenform)
- Endivie (Cichorium endivia)
- Gewöhnlicher Löwenzahn (Taraxacum officinale)
- Gartensalat (Lactuca sativa)

Die Raupen klettern gelegentlich auch hoch auf ihre Nahrungspflanzen. Entsprechend der langen Periode der Eiablage werden im Spätherbst Raupen in völlig unterschiedlichen Larvalstadien gefunden (L1 bis L6); diese überwintern auch in völlig unterschiedlichen Larvalstadien. Auch entwickeln sich die Raupen eines einzigen Geleges unterschiedlich schnell. Entsprechend unterschiedlich findet auch die Verpuppung statt; Puppen wurden von Ende April bis in den Juni des darauf folgenden Jahres gefunden. Bei warmer Witterung im Spätherbst können sich einzelne Raupen noch im selben Jahr verpuppen und sehr selten können sogar einzelne Falter noch im gleichen Jahr schlüpfen. Die Raupen verpuppen sich in einer Erdhöhle.

## Gefährdung
Die Hausmutter ist recht häufig und in Deutschland nicht gefährdet.